# Стокгольмская ратуша
Стокгольмская ратуша (швед. Stockholms stadshus) — мэрия Стокгольма, одна из главных туристических достопримечательностей города и символ шведской столицы.
Здание было построено на стрелке острова Кунгсхольм в 1911—1923 годах по проекту Рагнара Эстберга (швед. Ragnar Östberg). В ратуше проходят заседания городских властей, проводятся важные политические переговоры, а в Золотом (1930, 1933—1973) и Синем залах (с 1974) ратуши ежегодно 10 декабря проходит банкет после вручения Нобелевских премий. Золотой зал украшает мозаика из более чем 18 млн позолоченных плиток, изображающая сцены из истории Швеции. Двор ратуши открыт для посетителей, а экскурсии по залам ратуши возможны только с экскурсоводом. Экскурсии на шведском и английском языках проводятся ежедневно, возможен также заказ экскурсий на русском языке. Со смотровой площадки 106-метровой башни ратуши открывается великолепная панорама Стокгольма.

## Башня Стокгольмской ратуши

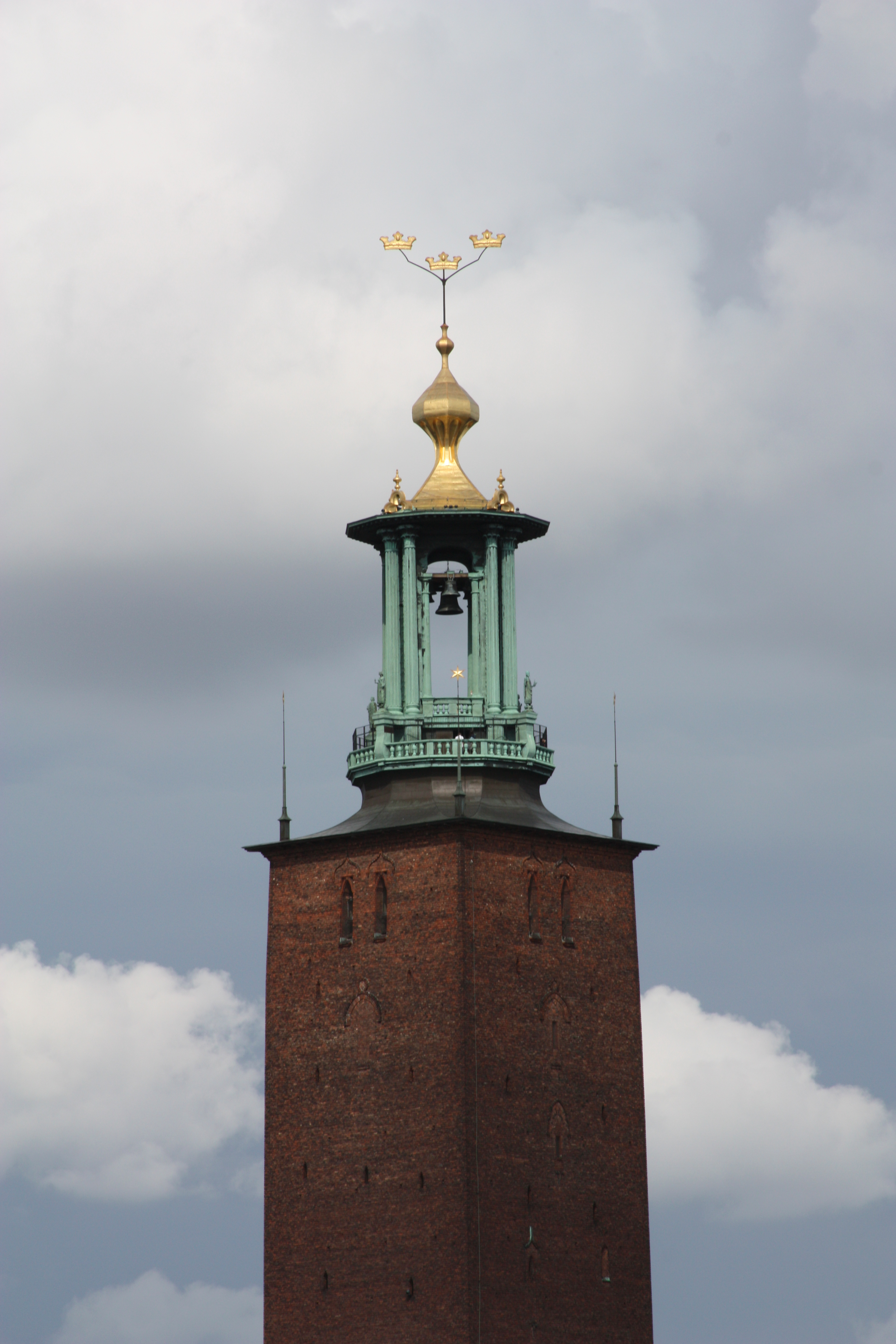
Смотровая площадка на медной части башни. Видны три короны и статуи по четырем сторонам

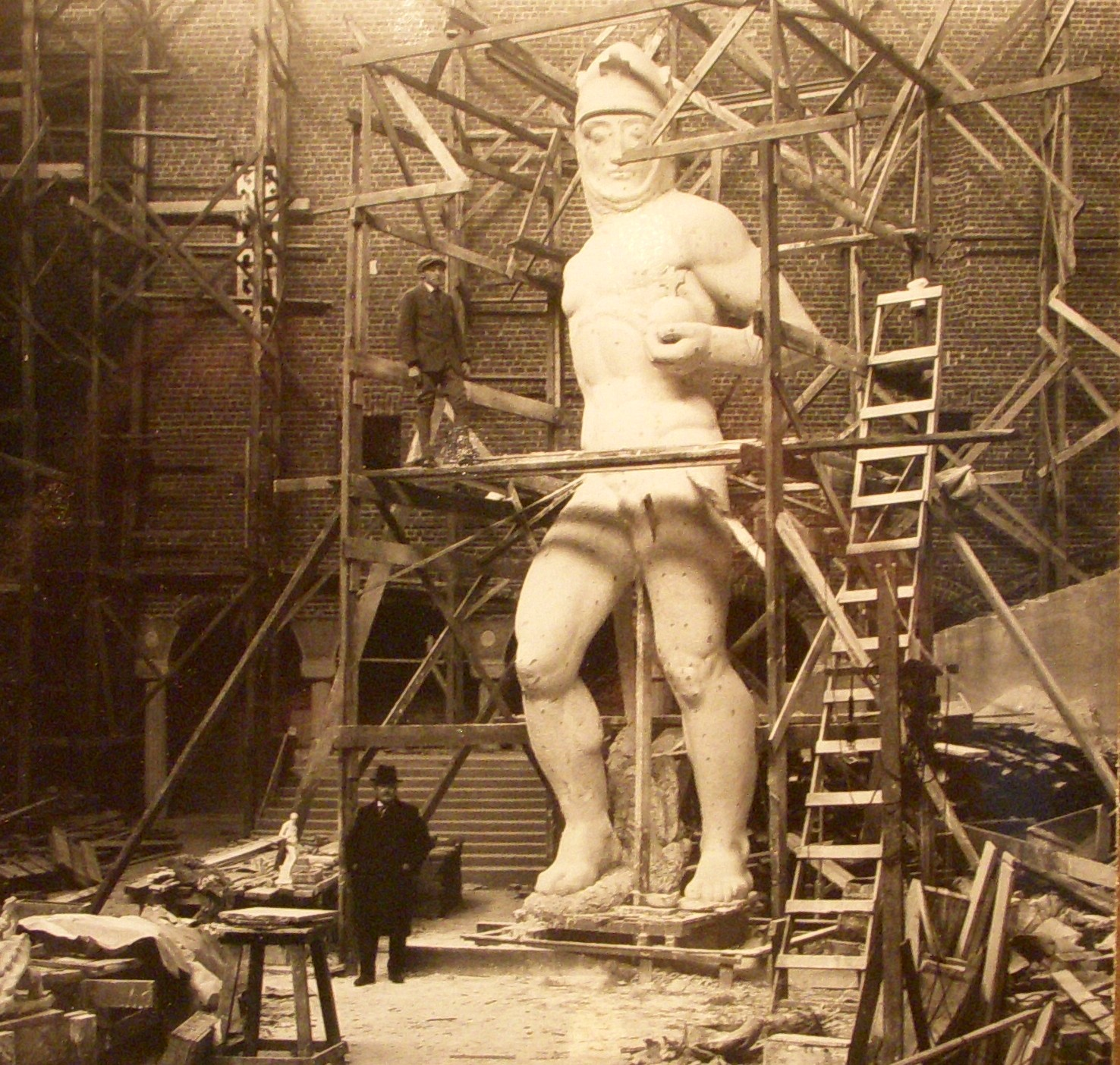
Статуя св. Эрика

Высота башни 106 метров, в строительстве было использовано 2,5 млн кирпичей, общий вес которых составляет свыше 24 тыс. тонн. На башню ведут 365 ступеней.
В музее Башни выставлены модели статуй и бюстов, находящихся в Ратуше, в том числе бюсты из коридора Советов и образцы мозаики из Золотого зала.
Основным экспонатом музея служит статуя святого Эрика. Высота статуи составляет 7,5 метров. Изначально предполагалось украсить статуей вершину башни. Для подъема статуи были проделаны отверстия во всех этажах башни, и с помощью крана она должна была быть поднята на самую вершину. Однако архитектор изменил свой первоначальный план и превратил вершину башни в смотровую площадку.

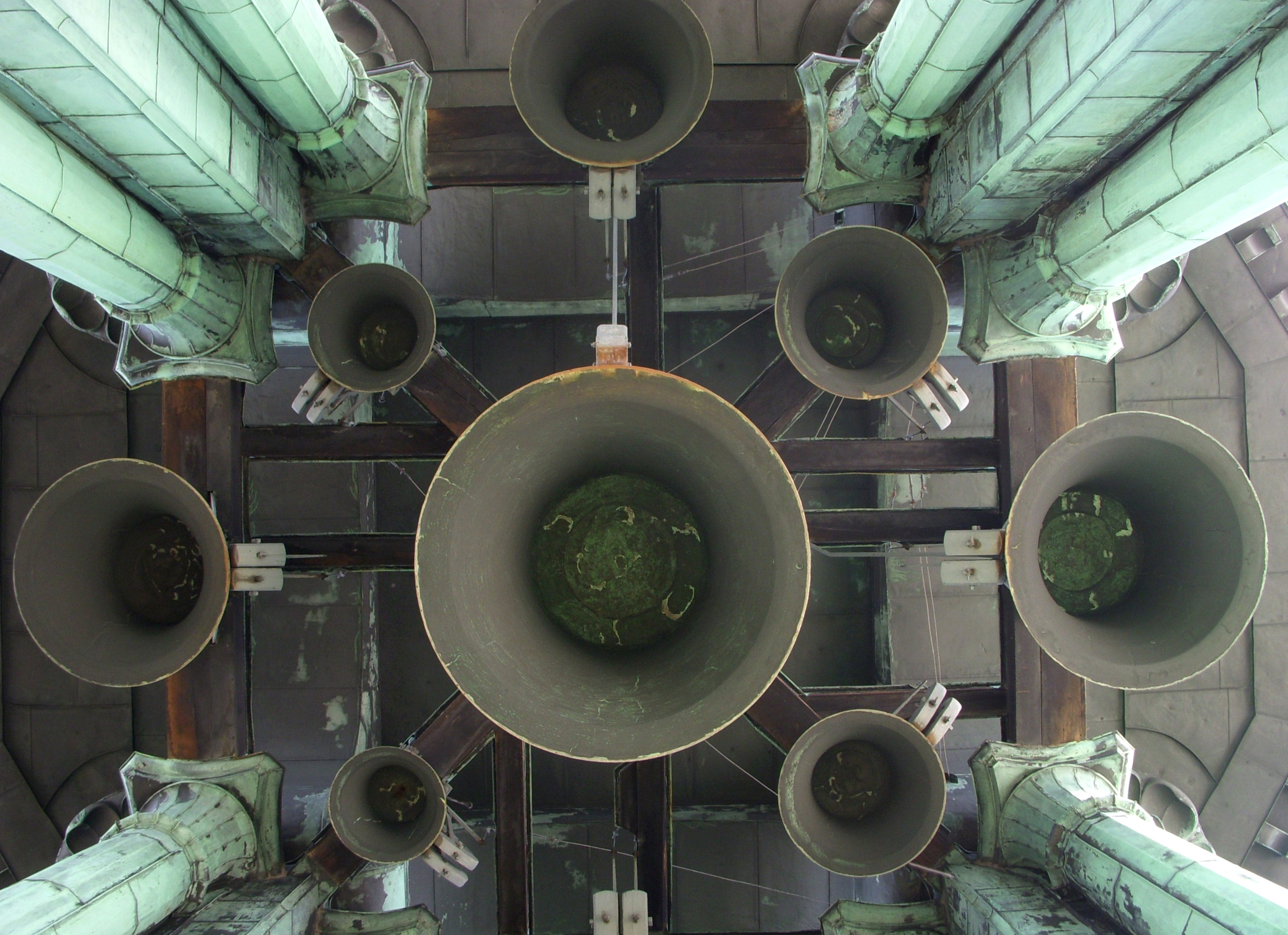
Колокола на башне

Далее от музея идет лестница к Круглой галерее, которая украшена гипсовыми статуями Марии Магдалены, Св. Клары, Св. Эрика и некого святого, имя которого неизвестно. Выше находится Башенный проход и чердак башни, где начинается деревянная часть башни. Деревянные ступени ведут мимо механизма башенных часов и подъемного крана, который предназначался для подъема статуи св. Эрика.
Смотровая площадка башни получила название Медная Башня. На лоджии расположены статуи святых Эрика, Клары, Марии Магдалены и св. Николая, покровитель мореплавателей. Каждый святой стоит лицом к своему приходу.
На башне находится 9 колоколов, самый большой, весом 3 тонны, был подарен Голландией и получил имя св. Эрика, в честь покровителя Стокгольма. Самый маленький колокол назван в честь св. Георгия. Вершину башни венчают три короны, диаметр каждой 2,2 метра. Короны направлены в сторону Королевского дворца.
С мая по сентябрь с 09:15 до 16:00 в башне ратуши проводятся отдельные обзорные экскурсии. Продолжительность экскурсии 40 минут, по 30 человек. До середины башни курсирует лифт.